# 2K Marin
2K Marin — американская компания, занимающаяся разработкой компьютерных игр. Дочерняя компания 2K Games — бренда, который принадлежит Take-Two Interactive. Основная специализация — развитие интеллектуальной собственности основной компании и совместная разработка игр.
Компания вмещает в себя часть бывших сотрудников Irrational Games и имеет два производственных офиса: первый — в Новато, штат Калифорния, второй — в Канберре, Австралия. Австралийское подразделение до объединения с 2K Marin, представляло собой отдельную компанию — 2K Australia; ранее филиал в Австралии являлся частью Irrational Games. Разработкой игры «The Bureau: XCOM Declassified» занималась именно австралийская часть компании.
В октябре 2013 года компания подверглась сокращению работников. По словам анонимного источника, чтобы не потерять свои рабочие места, сотрудники должны были перейти в новую студию 2K в области залива Сан-Франциско во главе с Родом Фергюссоном. Вскоре после этого Фергюссон объявил, что покинул компанию для работы в The Coalition над Gears of War. В связи с закрытием Irrational Games в начале 2014 года, генеральный директор Take-Two Штраус Зелник сказал, что дальнейшей разработкой серии BioShock будет заниматься 2K Marin. Кен Левин не будет принимать участие в разработке будущих игр.

## Разработанные игры
- 2007 — BioShock (портирование созданной Irrational Games игры на PlayStation 3) (совместно с Digital Extremes)[7][8]
- 2010 — BioShock 2 (ПК, PlayStation 3, Xbox 360) (совместно с 2K Australia, 2K China, Digital Extremes и Arkane Studios)[9][10]
- 2013 — The Bureau: XCOM Declassified (ПК, Xbox 360)[11][12][13]